# Nikolaus Joseph von Jacquin
Nikolaus Joseph von Jacquin (magyarul forrásokban: Jacquin Miklós József) (Leiden, 1727. február 16. – Bécs, 1817. október 26.) nemzetközi hírű osztrák természettudós, a Selmeci Akadémia és a Bécsi Egyetem professzora. Botanikai szakmunkákban nevének rövidítése: „Jacq.”.

## Élete, munkássága
Antwerpeni gimnáziumi képzés után Leidenben, Párizsban, majd 1752-től kezdve Bécsben folytatott egyetemi tanulmányokat filozófiai, orvosi, kémiai és botanikai témakörökben. 1752 és 1755 között orvosként működött Bécsben, emellett elkészítette a schönbrunni palota parkjának növényjegyzékét, mégpedig az akkor új Linné-féle rendszer alapján. Ennek eredményeképpen Mária Terézia megbízta a kert általános rendezésével. Jacquin külföldön tanulmányozta a hasonló célú parkokat, és hazatérve létrehozta a bécsi botanikus kertet (Botanischer Garten), amelynek első igazgatója volt. Ezzel egyidejűleg a bécsi egyetemen kémia előadásokat tartott. 1763-ban, amikor Mária Terézia Bányászati és Kohászati Akadémiává fejlesztette a selmecbányai Bergschulét, a tanintézménybe először Jacquint nevezték ki 1763. június 13-án, a mineralógia valamint a kémia professzorának. Ásványtani, kémiai és elméleti kohászattani (metallurgiai) előadásait és laboratóriumi gyakorlatait csak megfelelő előkészítő munkálatok, a laboratórium berendezése, valamint az ásvány- és kőzettár kialakítása után kezdte meg, 1764. szeptember 1-jén. Óráinak helyszíne a lakóházának földszintjén kialakított előadóterem és laboratórium volt (a lakóházat a kincstár bérelte számára).
1765-ben Selmecen megnősült, három gyermeke született: Joseph Franz (1766–1839), Emil Gottfried (1767–1792) és Franziska (1769–1850).
Gyermekei Mozart barátai voltak, s a zeneszerző két dalt (Als Luise K. 520, Das Traumbild K. 530) írt Gottfriednek dedikálva, és zongoraleckéket adott Franziskának. Mozart ezen felül is több művet ajánlott a Jacquin családnak, például a Kegelstatt triót, amelyet 1876 augusztusában mutattak be Jacquinéknál, a zongoránál Franziskával. Joseph Franz, apja nyomdokain haladva szintén neves tudós lett, a Bécsi Egyetemen a botanika és a kémia professzora volt, és őt is tagjává választotta a Svéd Tudományos Akadémia.
1769 és 1797 között a Bécsi Egyetem professzora volt a Kémiai és Botanikai Tanszéken, később, 1809-ben rektora lett az intézménynek. Folyamatos szakirodalmi tevékenységet fejtett ki a kémia, de főként a botanika terén. Ekkor már Európa-szerte ismert és elismert tudós volt, ezért tagjává választotta a bécsi, a szentpétervári, az uppsalai és a stockholmi akadémia, a párizsi és a bázeli orvostársaság. 1774-ben lovaggá ütötték, 1806-ban pedig bárói címet kapott.
Nevét a Jacquinia (Theophrastaceae) és a Jacquiniella (Orchidaceae) növénynemek őrzik. A botanikában Jacq. rövidítéssel hivatkoznak nevére.

## Főbb művei
- Enumeratio systematica plantarum (1760)
- Enumeratio Stirpium Plerarumque (1762)
- Selectarum Stirpium Americanarum Historia (1763)
- Observationum Botanicarum (1. rész Archiválva 2010. május 5-i dátummal a Wayback Machine-ben 1764, 2. rész Archiválva 2010. május 5-i dátummal a Wayback Machine-ben 1767, 3. rész Archiválva 2010. május 5-i dátummal a Wayback Machine-ben 1768, 4. rész Archiválva 2010. május 5-i dátummal a Wayback Machine-ben 1771)
- Hortus Botanicus Vindobonensis (1770–1776, Franz Anton von Scheidel illusztrációival)
- Chemische Untersuchung der Meyer'schen Lehre von der Fettensäuere und der Blakischen (Leipzig, 1771)
- Florae Austriacae (1773–1778, öt kötet, 450 színes táblával [2])
- Icones Plantarum Rariorum (1781–1793, három kötet, 648. színes tábla.).
- Anfangsgründe der medizinisch-praktischen Chemie (1783)
- Plantarum Rariorum Horti Caesarei Schoenbrunnensis (1797–1804, négy könyv, 500 színes képpel)
- Collectanea ad botanicam, chemiam et historiam naturalem spectantia (1786-96, öt kötet, 106 szintes tábla)
- Jehrbuch der allgemeinen und medizinischen Chemie (1793, két kötet)
- Fragmenta Botanica 1804–1809 (1809)
- Stapeliarium in hortis Vindobonensibus cultarum descriptiones (1806, 64 színes képpel, melyet fia fejezett be)

## Fordítás
- Ez a szócikk részben vagy egészben  a   Nikolaus Joseph von Jacquin  című angol Wikipédia-szócikk ezen változatának fordításán alapul.  Az eredeti cikk szerkesztőit annak laptörténete sorolja fel. Ez a jelzés csupán a megfogalmazás eredetét és a szerzői jogokat jelzi, nem szolgál a cikkben szereplő információk forrásmegjelöléseként.